# Plaza de la Ciudad de Esperanza
La plaza de la Ciudad de Esperanza (Argentina), espacio público por excelencia, se fue construyendo y transformando a medida que el tiempo y el empeño de sus moradores hacían crecer aquel proyecto visionario que en 1853 llevó al gobernador Domingo Crespo y al empresario Aarón Castellanos (Santa Fe) a firmar el contrato de colonización, que tres años más tarde se hacía realidad con el arribo de las 200 primeras familias de colonos suizos al sitio. 

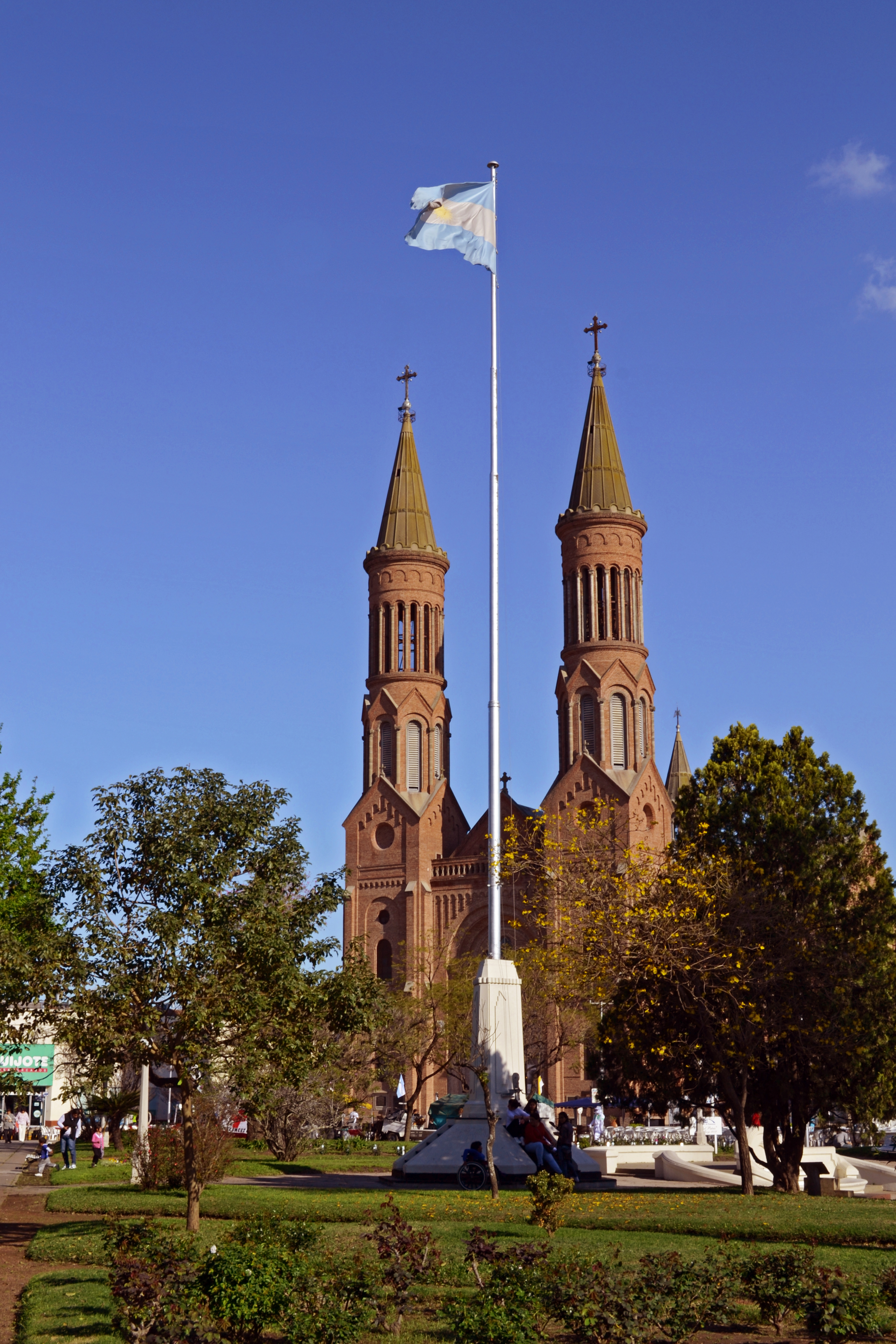
Mástil principal y Basílica al fondo.

## Construcción
Para 1856, ya estaba delineado el poblado y cuatro manzanas en medio de la calle ancha quedaban reservadas para la futura plaza. Según las crónicas, en los primeros tiempos se la utilizaba para fines prácticos ya que solo era un potrero común sembrado de alfalfa, cubierta de paraísos y cercado con un alambrado.
La planta urbana se va poblando gradualmente y ya en 1884, Esperanza, Santa Fe adquiere el rango de ciudad, la plaza que acompaña este crecimiento se ha convertido en un paseo de clásico trazado, cuyas diagonales y medianas formando cruz, rematan en pilares de mampostería que jerarquizan los puntos de ingreso a las sendas. En este año, será escenario de fuertes polémicas mientras se decidía el emplazamiento de un monumento que conmemorara la Independencia Argentina y la gesta colonizadora de la primera colonia agrícola organizada del país.

## Primer Matrimonio Civil de la Nación
En 1867, es testigo del primer matrimonio civil de la nación, cuando Don Alois Tabernig, de religión católica, resuelve liquidar el litigio generado por las diferencias religiosas, al desposar a doña Magdalena Moritz, de familia protestante, convocando a los vecinos en la plaza pública y plantando "el árbol de la libertad" como testimonio de la unión.

## Piedra Fundamental
En 1892 se coloca la piedra fundamental del futuro monumento y aunque las diferencias de opinión postergan su erección, la plaza inicia un proceso de transformación y embellecimiento, con nuevos jardines, bancos y columnas de iluminación. De esta época es la primera caja armónica, donada por el intendente Quellet y que fuera instalada en el centro de la plaza.

## Importante Transformación
Con los aires progresistas del nuevo siglo y la relevancia adquirida por la ciudad convertida en importante centro industrial y comercial de la provincia, la plaza recibe relevantes cambios; se retiran los cercos que la rodeaban y se inicia una nueva forestación. Para 1905 en el centro de la plaza se emplaza el "Busto heroico" con el torso de bronce del padre de la patria, que fuera donado por el Dr Carlos Aldao, momento en que se la designa "Plaza San Martín", primera y definitiva denominación. Sobre la traza original, nuevas especies arbóreas identifican los diversos senderos, naranjos circundan en doble fila su perímetro; una diagonal reciben tramos de casuarinas y brachichitos, la otra es flanqueada por ligustros disciplinados y naranjos. 
Para 1909, se traslada el busto de San Martín, se devuelve la piedra fundamental a su sitio y comienzan los trabajos para la erección del postergado "monumento". Con los festejos del Centenario de la Revolución de Mayo y un nuevo aniversario de la fundación de la colonia, el 8 de septiembre de 1910, se inaugura en el centro de la plaza el «Monumento a la Agricultura», obra de los escultores Scarabelia y Fontana.

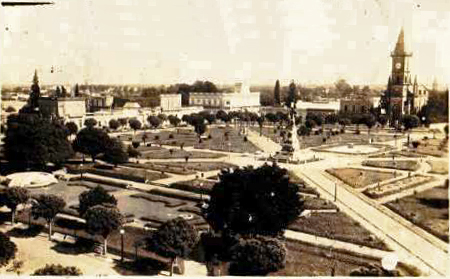
Plaza Esperanza Vieja.

Con la construcción de todas las veredas 1924 durante la intendencia de don Pío Guala, también se encaran nuevas forestaciones y reemplazos, algunas de alta carga simbólica, como el retoño del pino de San Lorenzo; de entonces son los jacarandás que la circundan.
Relatan las crónicas que entre los años 1933-34 se prepara un ambicioso proyecto que trasciende la gestión del intendente Hermenegildo Bonvín, completándose en las administraciones posteriores; se puede inferir que la intervención se centró en el completo rediseño de los canteros, jardinerías, y equipamiento urbano, ya que la fisonomía actual esencialmente no difiere de lo proyectado durante la intendencia de Raúl Bruera, a partir del año 1952, mientras la comunidad se preparaba para los festejos del centenario de la fundación de la colonia. Es entonces cuando se delinea a uno y otro lado, la caja armónica y el escenario, conformando el conjunto arquitectónico destinado a albergar los actos y celebraciones populares. También se incorpora una fuente de mayólicas, pérgolas y nuevas especies florales, las antiguas veredas de ladrillo se reemplazan por las actuales lajas de hormigón.
En 1960, se trasladan desde el cementerio de San Salvador de Rosario donde estaban sepultados, los restos del fundador Don Aarón Castellano, depositando la urna al pie del monumento a la agricultura.

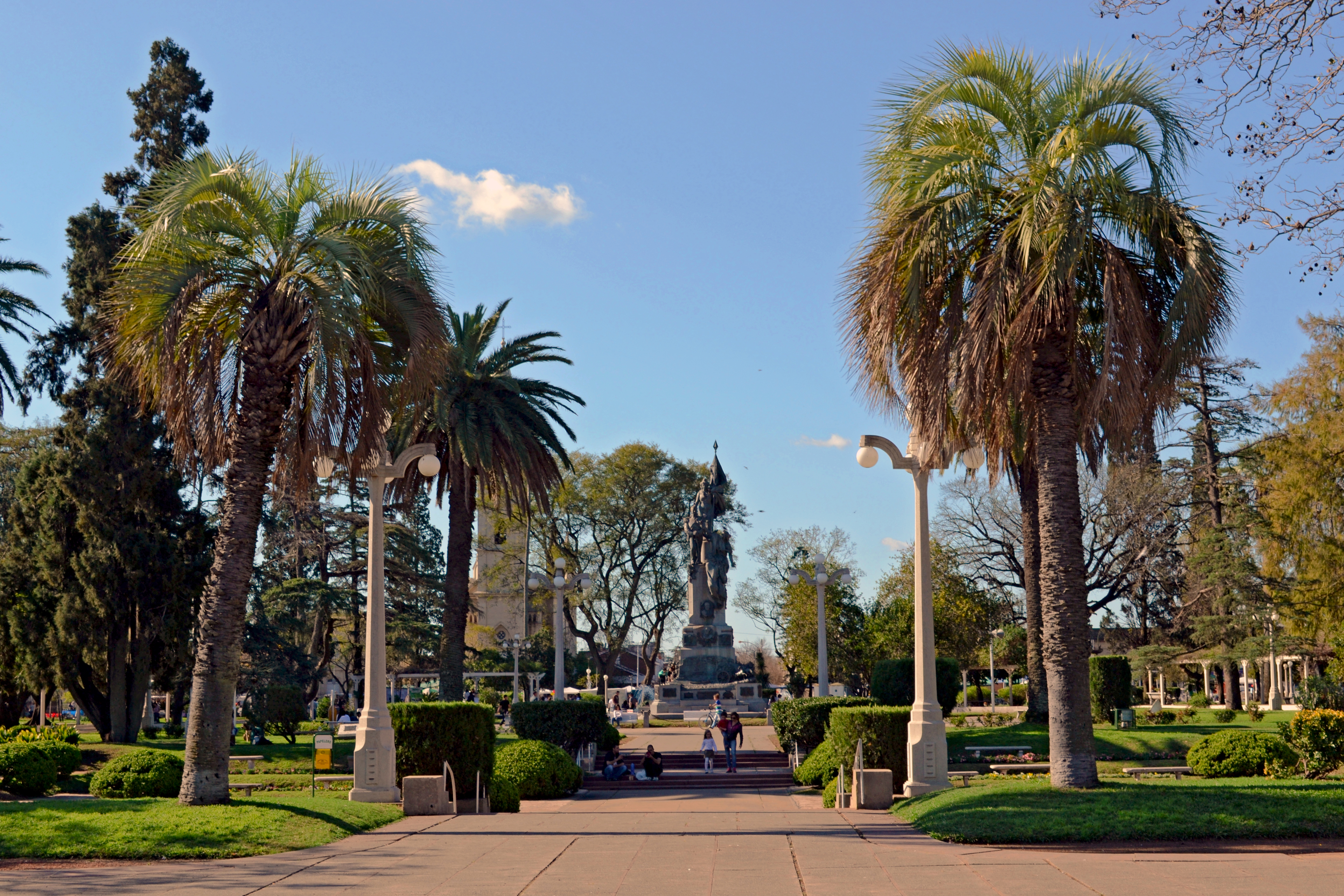
Monumento Plaza San Martín.

Al año siguiente, la plaza vuelve a ser depositaria de una nueva conmemoración, alojando el monumento que recuerda la creación del 1ª Consejo Municipal, obra del artista plástico José Sedlaceck. Sobre una fuente rectangular que simboliza el río salado emergen dos cuerpos que contienen cuatro altorrelieve alegóricos, que representan respectivamente los del oeste, el gobierno municipal y la subdivisión de la propiedad, los opuestos, la convivencia religiosa y al educación primaria. En el centro del conjunto, sobre un pedestal bajo se ubicaba una escultura femenina de rasgos aborígenes y en estado de gravidez, que representaba la madre tierra fecunda; rechazada por sectores de la sociedad una noche de 1963 sufre severos daños por vandalismo. En 1974 se recompone el monumento colocando una nueva figura de mujer sedente sosteniendo el acta, obra de profesor Roberto Mignal.

## Especies arbóreas

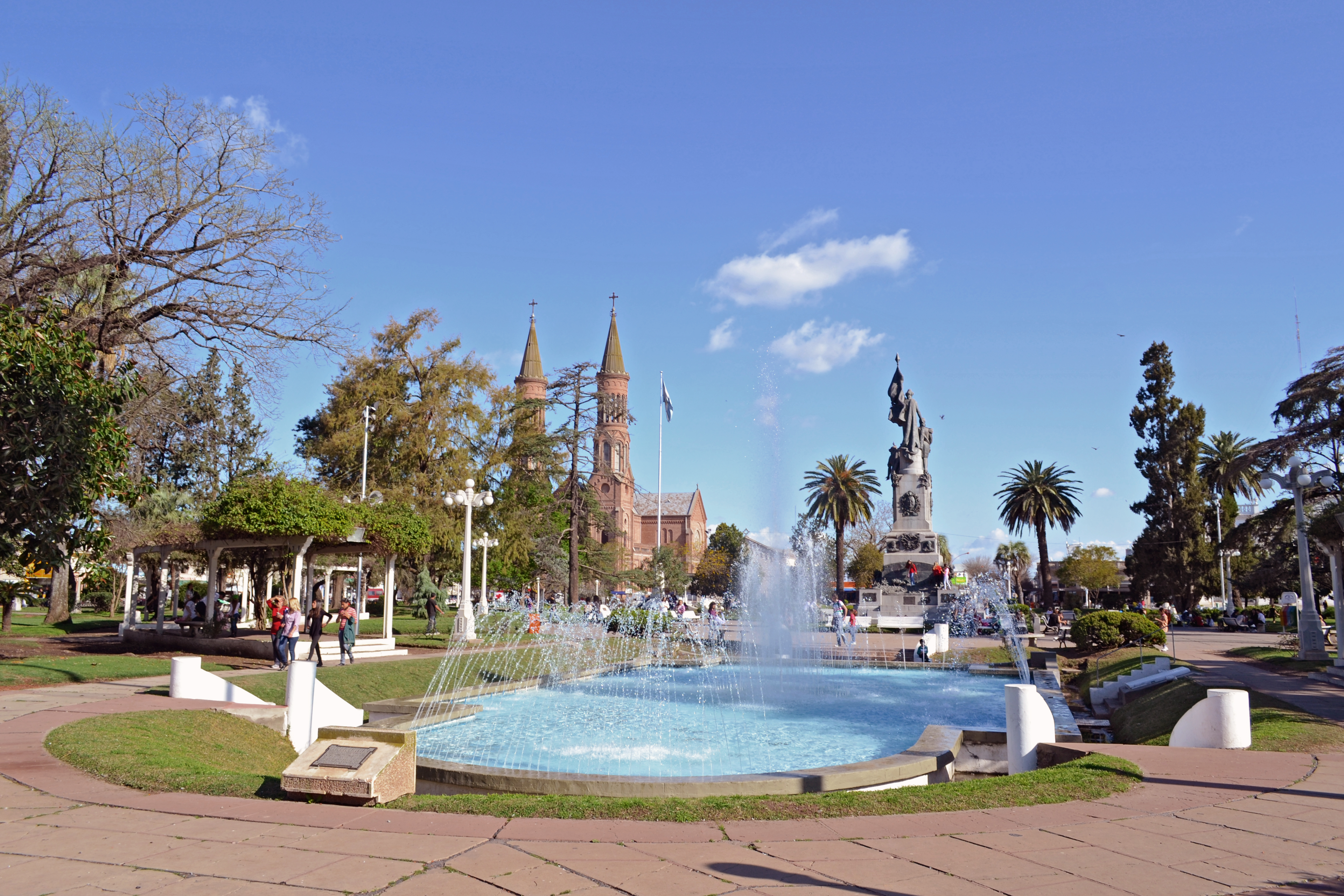
Fuente.

Los árboles son a la plaza permanente motivo de rememoración. Así un cedro azul plantado en 1968, recuerda la visita de una delegación neozelandesa, en tanto que los lapachos Paraguayos de 1982 son obsequio de músicos del vecino país, ambas especies son reconocidas como los "árboles de la amistad". Bajo un olivo conocido como el árbol del poema, José Pedroni, poeta de la ciudad, es recordado en una estela de piedra donde se lee un fragmento de su poesía "Situación". La visita de un coro uruguayo, es recordada con al plantación de un Canelón en 1985, y dos años después, en recordación de aquel primer matrimonio civil, los familiares de Aloig Tabernig plantan un cedro azul. El Dr. Esteban Maradona, declarado ciudadano ilustre de la ciudad, es recordado en un roble plantado en 1990. Las variadas especies arbóreas incorporadas en el tiempo, son, al decir del historiador, como si un pedacito del mundo se alojara en el centro de la ciudad.

## Lugar Histórico Nacional
Por decreto número 2.809 del Presidente de la República y con refrendo de los Sres. Ministro del Interior y Ministro de Educación, el 3 de agosto de 1971 fue declarado Lugar Histórico, sobre la base de la solicitud elevada por la Comisión Nacional de Museos y de Monumentos y Lugares Históricos.
- Datos: Q6080167